# Graham Nash David Crosby
Graham Nash David Crosby is een muziekalbum van Graham Nash en David Crosby uit 1972. Het album werd uitgegeven in de periode dat de supergroep Crosby, Stills, Nash & Young enkele jaren uit elkaar was.
Alle nummers werden door het tweetal zelf geschreven. Aan de studio-opnames werkten verschillende bekende artiesten mee, als John Barbata, Chris Ethridge, Jerry Garcia, Russ Kunkel, Dave Mason en Leland Sklar.
Het album bereikte plaats 4 in de Billboard 200. Twee nummers van het album verschenen op een single en bereikten de Billboard Hot 100, namelijk Immigration man op nummer 36 en Southbound train op 99.

## Nummers
| Nr. | naam                  | schrijver    | duur |
| --- | --------------------- | ------------ | ---- |
| A1  | Southbound train      | Graham Nash  | 3:54 |
| A2  | Whole cloth           | David Crosby | 4:35 |
| A3  | Blacknotes            | Graham Nash  | 0:58 |
| A4  | Stranger's room       | Graham Nash  | 2:28 |
| A5  | Where will I be?      | David Crosby | 3:23 |
| A6  | Page 43               | David Crosby | 2:56 |
| B1  | Frozen smiles         | Graham Nash  | 2:17 |
| B2  | Games                 | David Crosby | 4:02 |
| B3  | Girl to be on my mind | Graham Nash  | 3:27 |
| B4  | The wall song         | David Crosby | 4:37 |
| B5  | Immigration man       | Graham Nash  | 3:02 |